# Пак Хён Сук
Пак Хён Сук (кор. 박현숙?, 朴賢淑?; род. 4 августа 1985, КНДР) — северокорейская
тяжелоатлетка, член национальной сборной КНДР. Чемпионка Олимпийских игр 2008 года в Пекине, бронзовая призёрка чемпионата мира 2007 года. Выступает в весовой категории до 63 кг.